# Boulogne-sur-Mer
Boulogne-sur-Mer este un oraș în Franța, sub-prefectură a departamentului Pas-de-Calais, în regiunea Nord-Pas de Calais. Boulogne-sur-Mer este înfrățit cu orașul Constanța din România.

## Personalități născute  aici
- Godefroy de Bouillon (1060 - 1100), cavaler, lider al primei cruciade;
- Alexandre Guilmant (1837 - 1911), compozitor;
- Jean-Pierre Papin (n. 1963), fotbalist;
- Franck Ribéry (n. 1983), fotbalist.